# Widliczka szwajcarska

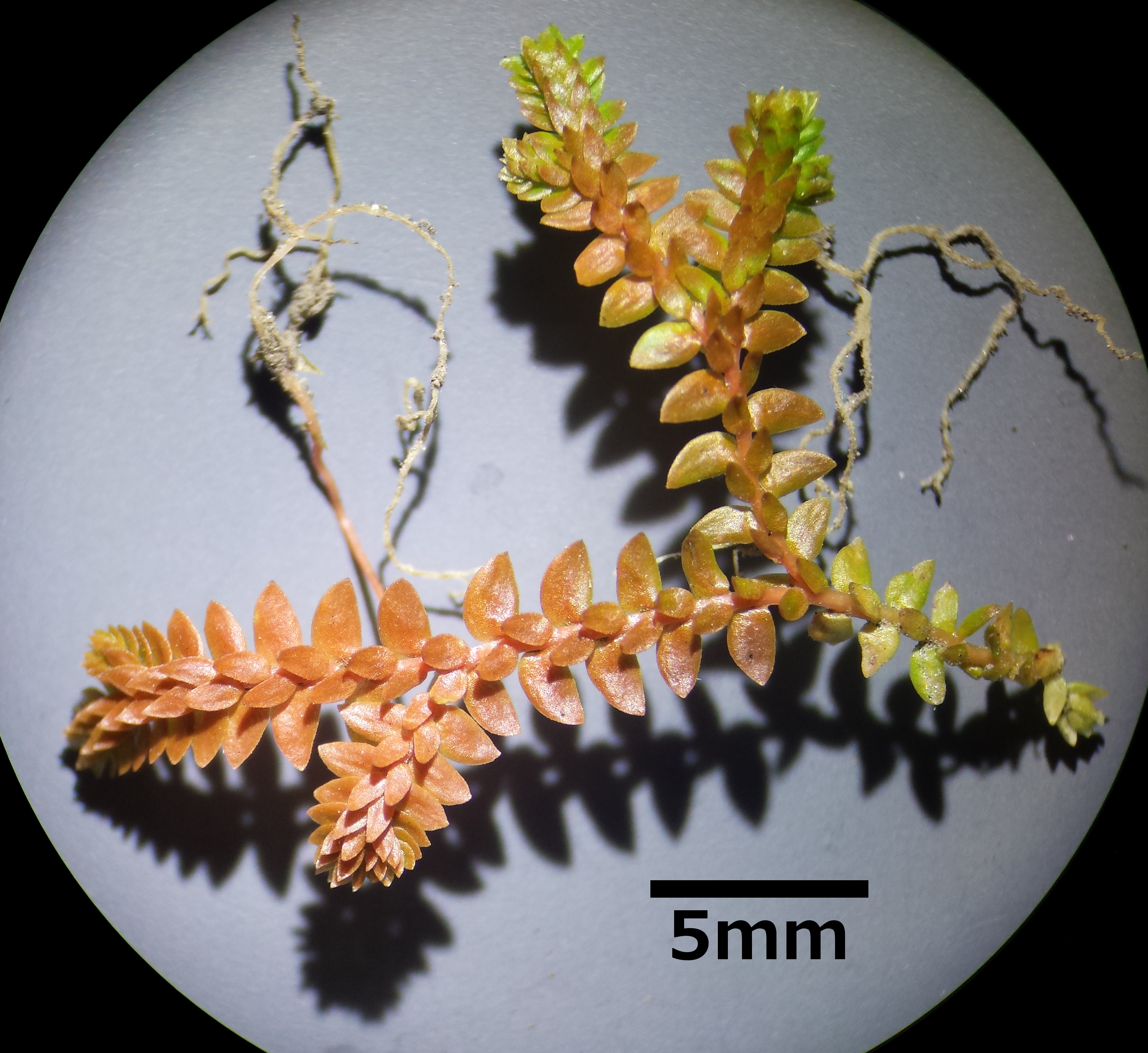
Pędy

Widliczka szwajcarska (Selaginella helvetica) – gatunek należący do rodziny widliczkowatych. 

## Rozmieszczenie geograficzne
Występuje w Europie centralnej i południowej, w Turcji, na Kaukazie i we wschodniej Azji. W Polsce występował wyłącznie na Śląsku na dwóch stanowiskach: między Branicami a Bliszczycami i w Pszczynie. Prawdopodobnie wyginął.   

## Morfologia
PokrójDrobna, delikatna roślina.
PędyWidlasto rozgałęzione, spłaszczone, płożące, do 20 cm długości.
Kłos zarodnionośnyNa krótkich szypułkach, obły, do 3 cm długości.

## Biologia i ekologia
RozwójBylina.
SiedliskoWilgotny, nagi grunt.

## Zagrożenie i ochrona
W Polsce gatunek objęty był ścisłą ochroną gatunkową w latach 2012-2014. Umieszczony w Polskiej Czerwonej Księdze Roślin z kategorią Ex. Na polskiej czerwonej liście posiada kategorię RE (wymarły na obszarze Polski).
Znajduje się także w czerwonych listach lub księgach Czech i Ukrainy.